# Sumber Ngepoh
Sumber Ngepoh is een bestuurslaag in het regentschap Malang van de provincie Oost-Java, Indonesië. Sumber Ngepoh telt 4383 inwoners (volkstelling 2010).